# Lohr Ferenc (festő)
Lohr Ferenc (Pest, 1871. január 22. – Budapest, 1946. augusztus 7.) magyar templomi festő, freskófestő, restaurátor, a magyar freskófestészet kiemelkedő alakja. Lohr Ferenc (1904–1994), az első magyar hangmérnök apja.
Művészetét a magyar templomépítészet uralkodó stílusa, a barokk határozta meg. Leginkább Szinyei Merse Pál, Benczúr Gyula és Mednyánszky László stílusa hatott munkásságára.

## Élete és munkássága
Lohr Ferenc és Deiszler Jozefa fia. Már 1884-ben, 13 évesen képzőművészeti tanulmányokat végzett a budapesti Iparrajziskolában. Ezután elvégezte az Országos Magyar Királyi Iparművészeti Iskolát. 1891-ben végzett a Bajor Királyi Képzőművészeti Akadémián, Ezután ösztöndíjas lett Franciaországban, így a Párizsi Művészeti Akadémián tökéletesítette művészeti tudását, később Olaszországban is ösztöndíjasként tanult tovább. Mesterei között volt Székely Bertalan, Benczúr Béla, Feichtinger J. György, Hollós Károly és Schauschek Árpád.
Kiállítóként jelen volt a Műcsarnok tárlatain. Az alig húszéves festőt Munkácsy Mihály fedezte fel az 1890-es évek elején. 1892 után mintegy 60 templomot díszített ornamentikákkal és freskókkal. 1893-ban elnyerte a párizsi Nemzetközi Iparművészeti Kiállítás ezüstérmét. Legelső jelentősebb munkája is ekkor volt, amikor restaurálta a budapesti Angolkisasszonyok templomát. Ő festette az óbudai Szent Péter és Pál-főplébánia-templom mennyezetképeit is. 1989-ben Lotz Károly, Székely Bertalan és Deák-Ébner Lajos mellett működött közre a tihanyi apátság belső festésénél.
1899 és 1902 között ő végezte a kecskeméti Nagytemplom minden dekoratív munkáját. 1903-ban ő készítette el a miskolci plébániatemplom három nagy mennyezetképét, valamint az apatini plébániatemplom képeit. 1904–07-ben részben ő végezte a Szépművészeti Múzeum reneszánsz termének díszítését. Ebben az időben készítette el a bajai plébániatemplom, a szentfülöpi és kerényi templomok falképeit. 1905-ben Zuglóba költözött; saját tervei alapján építette fel a Gyarmat utca 38. szám alatti házát, két műteremmel. Ekkor alkotta meg az aradi minorita plébániatemplom díszeit és három képét.
1908-ban festője volt a kolozsvári minorita templom két kupolaképének és négy medaillonnak. 1910-ben elkészítette a debreceni görögkatolikus templom kupoláját és négy evangéliumját. Nevéhez fűződik a kalocsai Nagyboldogasszony-főszékesegyház díszítőfestése és az ungvári szeminárium Bercsényi-kápolnájának bizánci festése 1911-ben. Tary Lajos festőművésszel 1914-ben a tornyosi Magyarok Nagyasszonya Plébániatemplomot festették ki szecessziós stílusban. 1915-ben elvégezte a csongrádi plébániatemplom kupolaképét és az összes díszítő munkáit. 1925-ben Tardos Krenner Viktorral együtt elkészítette a budapesti ferences templom összes díszeit és festését.
1926-ban a nagymarosi plébániatemplom három freskóját és díszítőfestését, majd 1927-ben a budai vár helyőrségi templomának minden díszítőfestését végezte. Ebben az évben továbbá elkészítette a dunapentelei plébániatemplom román stílusú díszeit, valamint a budakeszi és váci irgalmas rendi templomok freskóit. Egyházi szolgálatai miatt 1928-ban megkapta a Pro Ecclesia et pontifice pápai arany érdemkeresztet. 1930-ban ő festette meg a székesfehérvári ferences Szent Imre-templom figurális képeit, valamint elkészítette a templom összes díszítését. Továbbá tőle származnak a solymári, etyeki és piszkei plébániatemplom falképei és díszítő festései 1934–35-ből.
Elkészítette a gyöngyösi ferences templom (1936–37), a zsámbéki (1937), a csepeli (1938), az újpesti és a kiskunfélegyházi plébániatemplomok (1938–39) falának képeit és díszítő festéseit. Oltárképei megtalálhatóak a zuglói Páduai Szent Antal-plébániatemplomban, a budapesti Szent Ferenc látomása templomban, a herminamezői Hermina-kápolnában, a szobi Szent László-templomban és sok más helyen. Restaurálta a tuzséri Odescalchi hercegi kastély freskóit és a nyergesújfalui Szent Mihály-plébániatemplom díszítését, ezen kívül Márkusfalva több műemlékének helyreállítási munkálatait is ő végezte. 1939 után, a második világháború évei során kevés megrendelést kapott, ezért leginkább arcképek és virágcsendéletek festésére korlátozta munkásságát. 1946-ban nyelvrák miatt bekövetkezett haláláig alkotott. Felesége Hornyik Irén volt.
Fiát, ifj. Lohr Ferencet (1904–1994) gépészmérnöknek taníttatta a következő indokkal: „Egy családban egy művész elég.” Fiát ennek ellenére a zenei pálya érdekelte, később az első magyar hangmérnök, a filmhangosítás nemzetközi hírű szakértője lett.

## Műveiből

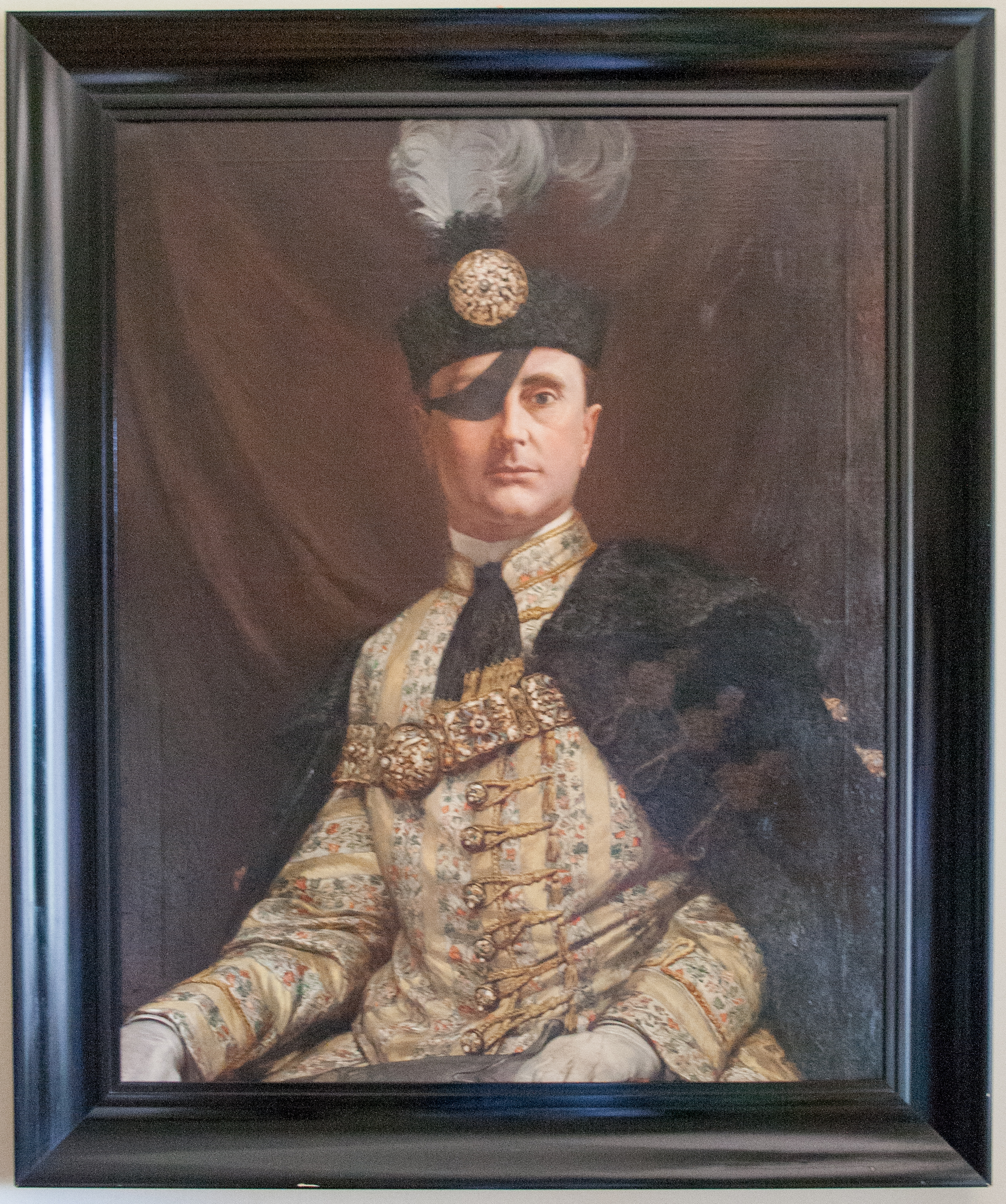
Vay Ádám gróf portréja
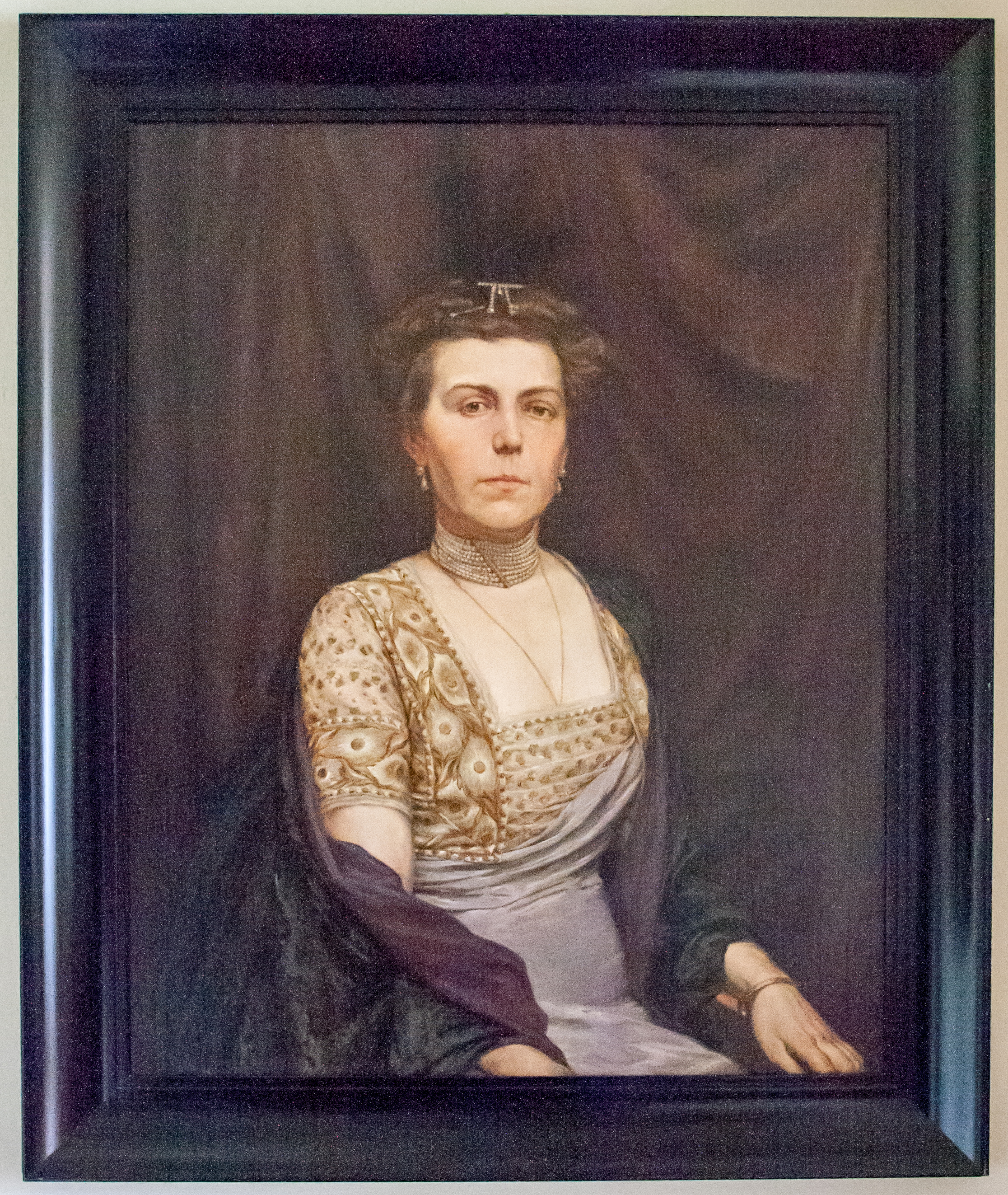
Vay Ádám gróf felesége, Zichy Marietta grófnő
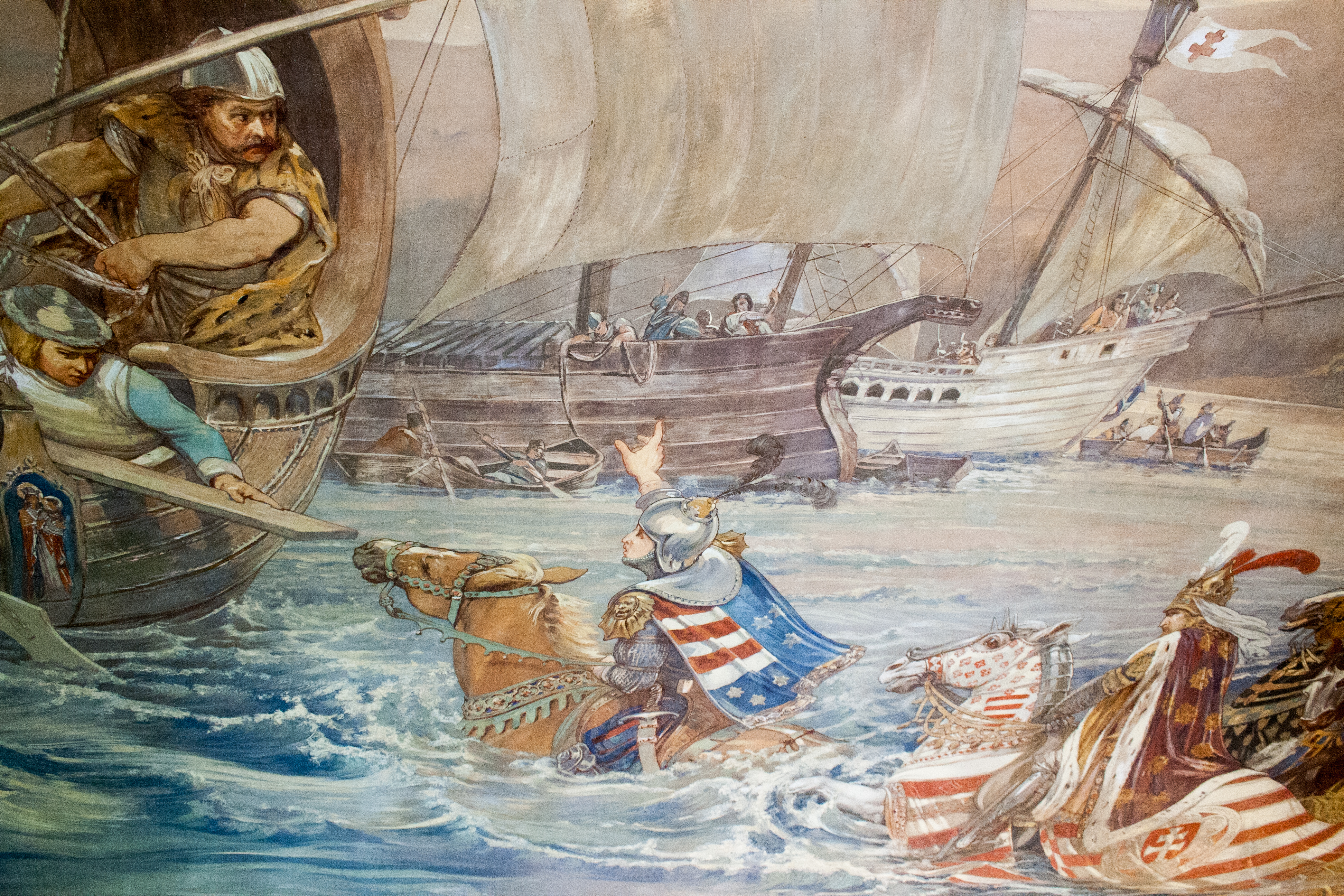
Freskó részlete a vajai várkastélyból